# Ida Barney
Ida Barney, née le 6 novembre 1886 à New Haven et morte le 7 mars 1982 à New Haven, est une mathématicienne, astronome et universitaire américaine, plus particulièrement connue pour son ouvrage en vingt-deux volumes d'astrométrie portant sur environ 150 000 étoiles. Elle reçoit en 1952 le prix d'astronomie Annie J. Cannon.

## Famille et études
Fille d'Ida (Bushnell) et de Samuel Eben Barney, elle est née à New Haven dans le Connecticut. C'est une passionnée d'observation ornithologique et elle a présidé de nombreuses années le New Haven Bird Club (Club ornithologique de New Haven).
En 1908, Ida Barney obtient son Bachelor of Arts du Smith College où elle devient membre de deux sociétés réservées aux étudiants les plus brillants des États-Unis la Phi Beta Kappa et la Sigma Xi. Trois ans plus tard elle obtient son Ph.D. en mathématiques à l'université Yale.

## Carrière

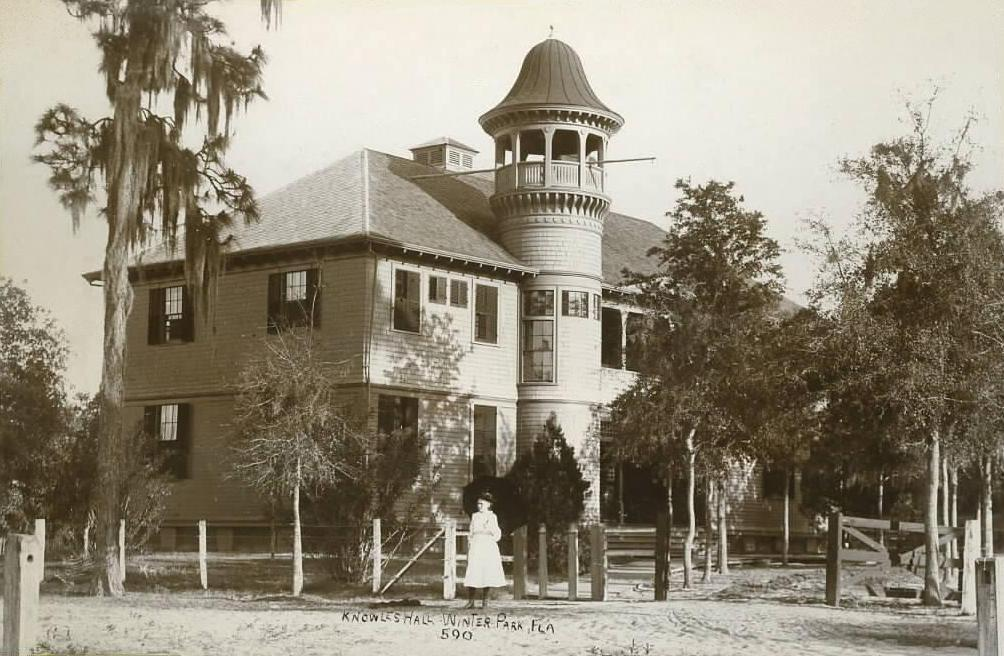
Le Rollins College, vers 1909

De 1911 à 1912, juste après son doctorat, Ida Barney enseigne les mathématiques au Rollins College à Winter Park en Floride, puis dans son alma mater du Smith College, jusqu'en 1917. Elle est alors nommée professeur au Lake Erie College. Elle devient professeur assistant au Smith College en 1920, puis assistante de recherche, en 1922, et chercheur associé, en 1949, au Yale University Observatory.
L'observatoire, comme celui d'autres universités à cette époque, octroie des ressources importantes à l'astrométrie. Au début de sa carrière d'astronome, Barney travaille pour Frank Schlesinger. Elle reporte la position des étoiles à partir de plaques photographiques et calcule leurs coordonnées célestes grâce à leurs positions sur ces plaques. C'est un travail fastidieux que Schlesinger lui délègue car il le pense adapté aux femmes qui, selon lui, sont incapables de recherches théoriques. Malgré ce que pense son directeur de recherches, elle développe plusieurs méthodes contribuant à améliorer, à la fois, la précision et la rapidité des mesures, ainsi qu'un appareil de centrage automatique des plaques photographiques.
L'œuvre de sa vie, réalisée sur plus de vingt-trois années, est sa contribution au Yale Observatory Zone Catalog, une série de catalogue d'étoiles publiés par l'observatoire de Yale de 1939 à 1983. Ces ouvrages recensent plus de 400 000 étoiles et sont aussi repris par le Bright Star Catalogue. La contribution personnelle de Barney à ces catalogues porte sur près de 150 000 étoiles dont elle a déterminé la position, la magnitude apparente et le mouvement propre. Grâce à la grande précision de ses travaux, le catalogue est encore utilisé aujourd'hui pour les études de mouvement propre,.
Ida Barney se retire de la vie académique en 1955 et c'est Ellen Dorrit Hoffleit qui lui succède. Après sa retraite de Yale, elle vit à New Haven, où elle meurt le 7 mars 1982, âgée de 95 ans et repose au Grove Street Cemetery.

### Honneurs et récompenses
Alors qu'elle est chercheur associé au Yale University Observatory, en 1952, Barney reçoit le prix d'astronomie Annie J. Cannon, une prestigieuse récompense décernée par l'American Astronomical Society,,,,.
Le planétoïde Barney 1159 T-2 ((5655) Barney), un petit corps de la ceinture principale découvert le 29 septembre 1973, par Ingrid van Houten-Groeneveld à l'observatoire Palomar, est ainsi nommé en son honneur,.